# Nikolaos Louvaris
Nikolaos Louvaris (in griechischer Schrift Νικόλαος Λούβαρις; * 23. Oktober 1887 in Arnados auf Tinos; † 26. März 1961 in Athen) war ein griechischer Theologe, Religionsphilosoph, Autor und Politiker.

## Leben
Louvaris studierte von 1903 bis 1907 Theologie an der Universität Athen und von 1910 bis 1914 mit einem Stiftungsstipendium seiner Heimatinsel an der Universität Leipzig Hermeneutik, Theologie, Philosophie und Pädagogik. In dieser Zeit wurde er nachhaltig beeinflusst von der Phänomenologie Edmund Husserls, von Wilhelm Dilthey und Eduard Spranger und ihrer Argumentation gegen den Historischen Materialismus.
Nach Griechenland zurückgekehrt wurde er Dozent und Direktor verschiedener Lehrerseminare in Thessaloniki und 1925 Professor für Neues Testament an der Universität Athen. Diesen Lehrstuhl behielt er bis 1955. Er sammelte zahlreiche Schüler um sich („Louvaristas“). Mit seiner Synthese von orthodoxer Spiritualität (Athos; Gregorios Palamas) und westlich-psychologischem Denken, die er in zahlreichen Publikationen darstellte, stieß er sowohl auf begeisterte Zustimmung wie auf heftige Kritik. 
Von 1926 bis 1928 war er zugleich Staatssekretär im griechischen Unterrichtsministerium sowie von November 1935 bis April 1936 und vom 4. Juli 1943 bis 12. Oktober 1944 Unterrichtsminister. Als Mitglied der von der deutschen Besatzungsmacht gestützten Regierung Ioannis Rallis wurde er nach der Befreiung wegen Kollaboration verurteilt und war von 1944 bis 1949 in Haft. Sein Sohn Alfred Louvaris wurde 1946 verschleppt und vermutlich ermordet. Später wurde bekannt, dass Louvaris auf Drängen von Erzbischof Damaskinos in die Regierung Rallis eingetreten war.
Nach seiner Haftentlassung konnte Louvaris seine Lehrtätigkeit fortsetzen. 1960 wurde er in die Akademie von Athen aufgenommen.